# Sierra de marquetería

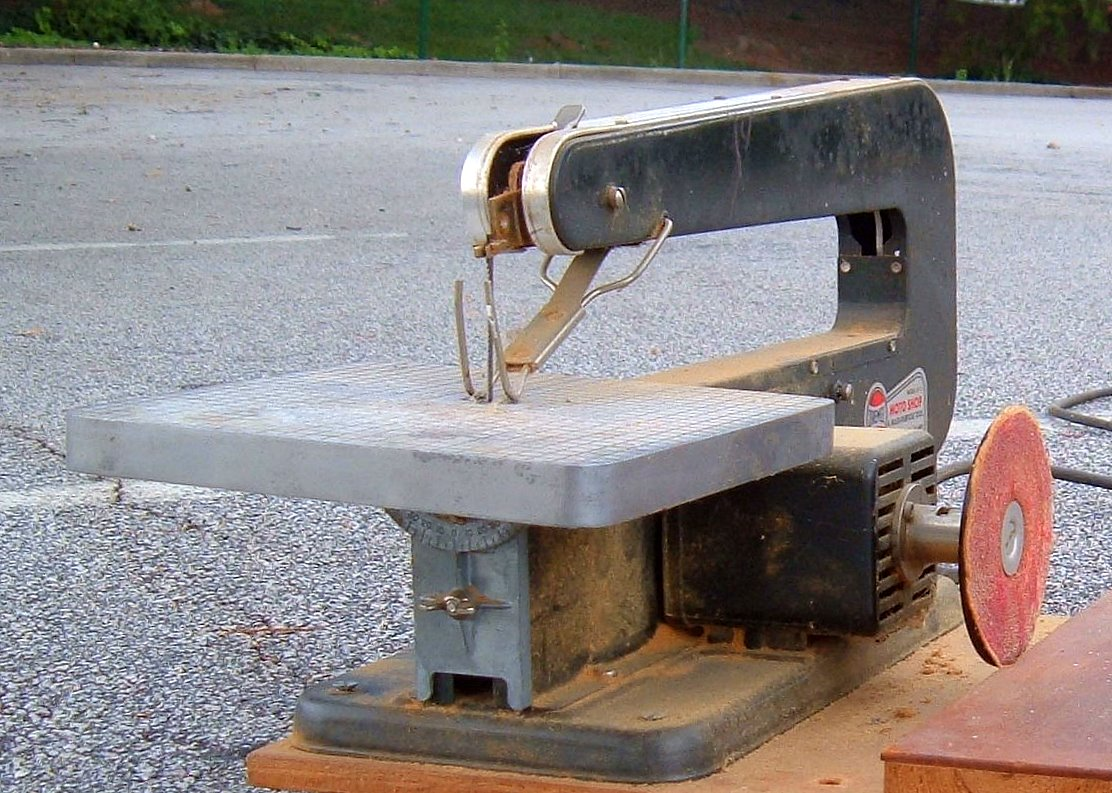
Sierra de marquetería Dremel

Una sierra de marquetería es una pequeña sierra "eléctrica o de pedal" que se utiliza para cortar curvas intrincadas en madera, metal u otros materiales. La finura de su hoja le permite cortar con más delicadeza que una sierra de vaivén, y con más facilidad que una sierra de calar o segueta.manuales Como con esas herramientas, se pueden crear curvas con bordes, girando el tablero. El nombre de "sierra de marquetería" deriva de su uso tradicional en la fabricación de marquetería.

## Ventajas
Aunque es algo similar a una sierra de cinta delgada, una sierra de marquetería utiliza una hoja de vaivén en lugar de un bucle continuo. Al igual que una sierra de calar manual, la hoja de la sierra de marquetería se puede quitar y colocar a través de un orificio de inicio pretaladrado, lo que permite realizar cortes interiores sin una ranura de entrada. Además, la finura tanto en el ancho como en el número de dientes de la hoja permite curvas significativamente más intrincadas que incluso la hoja de sierra de cinta de calibre más estrecho.
La mayoría de las sierras de marquetería ofrecen una pequeña luz en un brazo flexible que ilumina el área de trabajo y una boquilla sopladora de polvo para mantener despejado el espacio de trabajo mientras se trabaja. La inclinación de la mesa permite realizar cortes en ángulo de forma precisa y sencilla. El soporte de velocidad variable permite un control aún más preciso de los cortes cuando se trabaja con materiales delicados o cuando se realizan cortes complejos. 

## Tipos

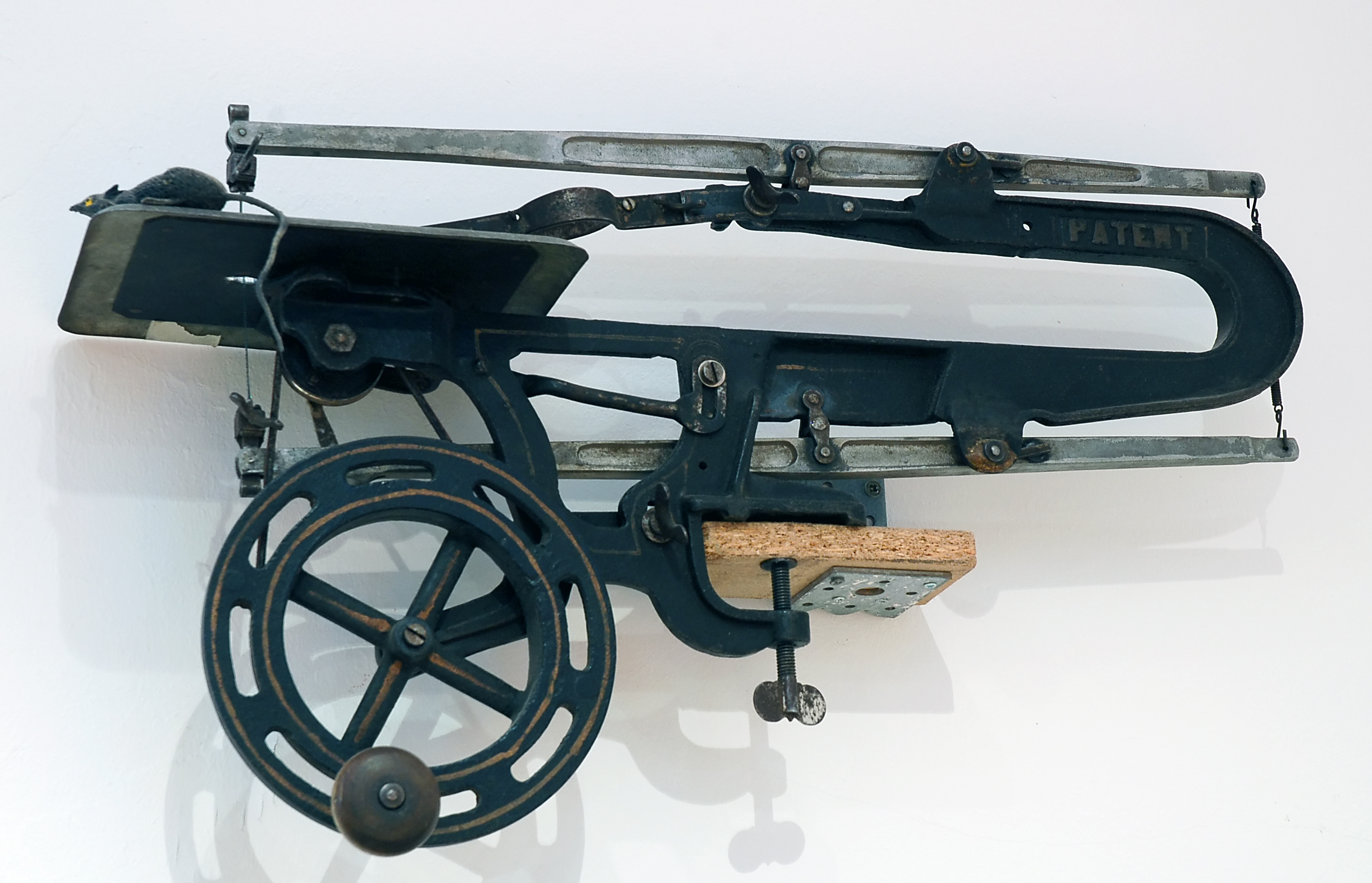
Sierra de marquetería manual, alrededor de 1900

Hay varios tipos de sierras de marquetería. El diseño más común es el brazo paralelo, en el que se adjunta un motor cerca de la parte posterior de los brazos y los dos brazos siempre permanecen paralelos entre sí. La variante de brazo en C utiliza un brazo sólido en forma de "C", con la hoja montada entre los dos extremos de la "C". El tipo de enlace paralelo, utilizado por Hawk, Excalibur y DeWalt, tiene varillas en los brazos superior e inferior que son "empujadas" por el motor para mover brazos articulados cortos (alrededor de 4 pulgadas o 100 milímetros) que sostienen la hoja.
La sierra de marquetería de brazo rígido fue popular hasta la década de 1970, pero ya no se fabrica. Tiene un marco de hierro fundido de una sola pieza. La hoja está unida a un brazo pitman en la parte inferior, que tira de la hoja hacia abajo. Un resorte en la parte superior del brazo tira de la hoja hacia arriba nuevamente. Este diseño tiene una debilidad significativa en el sentido de que la tensión en la hoja cambia con cada golpe; Las sierras de marquetería modernas son diseños de " tensión constante".
Las sierras de marquetería se clasifican según el tamaño de su garganta, que es la distancia desde la hoja hasta el marco trasero de la sierra. La profundidad de la garganta determina el tamaño de un trozo de madera que se puede cortar. Las sierras más pequeñas tienen una garganta de tan solo 12 pulgadas (30,5 cm), mientras que las sierras comerciales pueden acercarse a 30 pulgadas (76,2 cm) . Antes de la era de la automatización informática, a veces se usaban sierras industriales para fabricar objetos aún más grandes colgando del techo la conexión mecánica superior, lo que proporcionaba una garganta arbitrariamente profunda.
Las sierras de marquetería varían en precio desde menos de $100 hasta cerca de $ 2,000. Las sierras más costosas son más precisas y fáciles de usar, generalmente porque minimizan la vibración, aunque esto depende en parte del diseño y la frecuencia, Hay modelos que casi no tienen vibraciones en ciertas frecuencias y aumentan la vibración en otras.

## Usos
El aserrado en espiral es un pasatiempo popular para muchos carpinteros . La herramienta permite una gran cantidad de creatividad y requiere comparativamente poco espacio. Además, muchos proyectos de sierras de marquetería requieren poco más que la propia sierra, lo que reduce la inversión en herramientas. Se requiere un taladro para los recortes interiores, preferiblemente una taladradora con soporte para un trabajo finamente detallado.
Las sierras de marquetería se utilizan a menudo para cortar curvas y juntas complejas, una tarea que pueden completar rápidamente y con gran precisión. También se pueden usar para cortar juntas de cola de milano y son una herramienta común para proyectos de taracea más gruesos. Cuando se usa una hoja fina, la ranura de una sierra de marquetería es casi invisible.
Junto con las sierras de cinta, las sierras de marquetería se utilizan en la artesanía de taracea moderna.
Las sierras de marquetería son comparativamente seguras. En particular, es poco probable que el contacto inadvertido entre la hoja y los dedos o extremidades del operador provoque lesiones graves, debido a una hoja más pequeña y una velocidad relativamente más lenta en comparación con herramientas como una sierra de mesa.

## Hojas de sierra

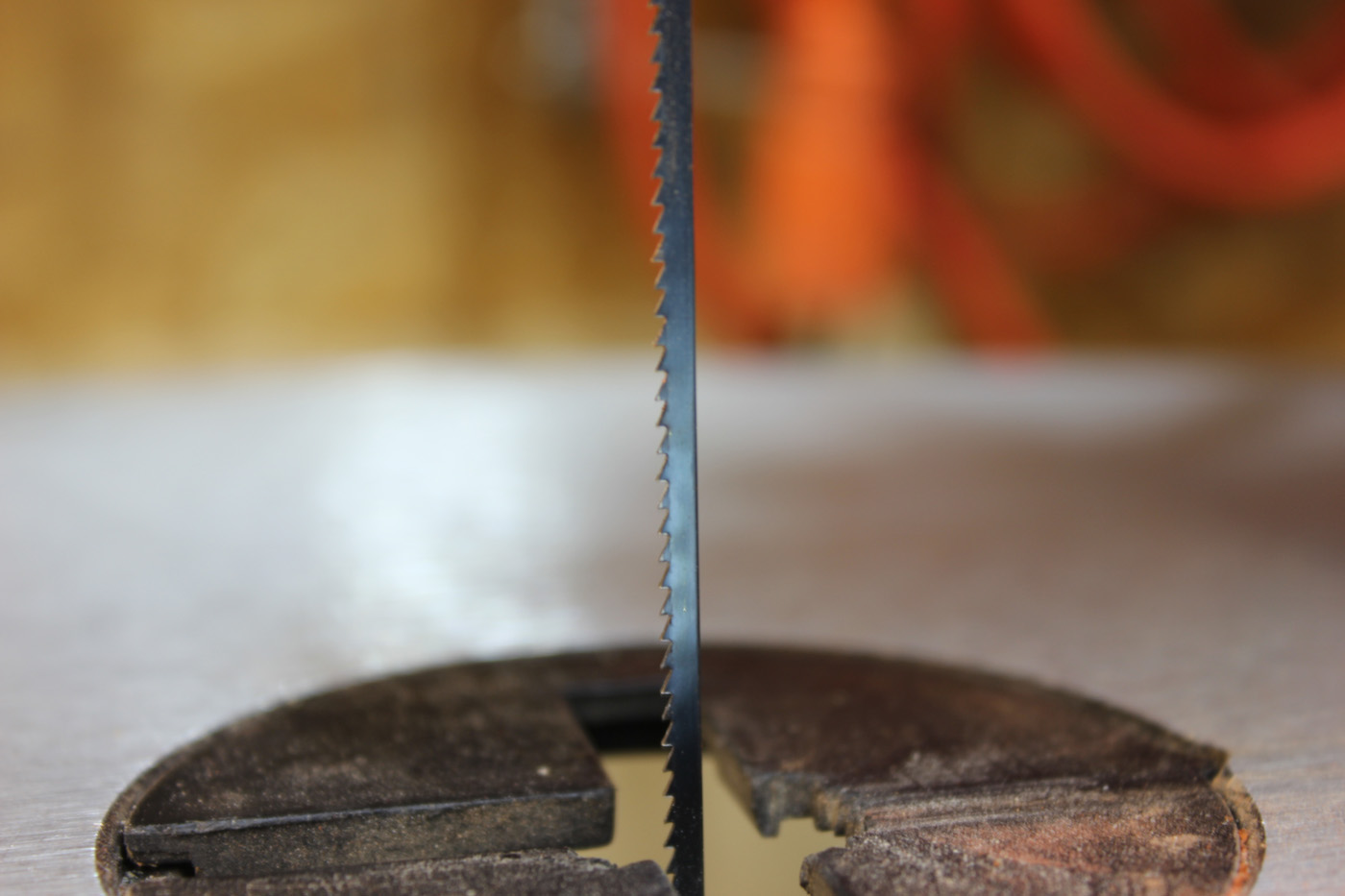
Hoja de sierra de marquetería

Con la excepción de las hojas hechas para sierras de trabajo muy liviano, las hojas típicas de las sierras de marquetería tienen cinco pulgadas de largo. Los tipos principales son:
- Diente salteado (o un solo diente saltado) que tiene un diente, un espacio y luego otro diente;
- Diente de salto doble (dos dientes, un espacio, luego dos dientes);
- Corona o bidireccional, que tienen dientes hacia arriba y hacia abajo para que la hoja corte tanto en la carrera descendente (como con todas las demás hojas), como en la carrera ascendente;
- Hojas en espiral, que son esencialmente hojas planas regulares con un giro, de modo que los dientes se proyectan hacia todos los lados;
- Cuchillas para cortar metales de acero templado;
- Discos diamantados (alambres recubiertos con fragmentos de diamante), para cortar vidrio.
- Las hojas de extremo de pasador son generalmente un poco más gruesas y están hechas para usar en sierras de marquetería que requieren hojas de extremo de pasador que generalmente son más antiguas, menos costosas o están hechas para desplazadores de nivel de entrada. La mayoría de las sierras de marquetería de gama alta más modernas no aceptan hojas de extremo con pasador.

Las hojas vienen en muchos pesos, que van desde el # 10/0 (para hacer joyas, aproximadamente del tamaño de un cabello grueso) al # 12, que es similar a una hoja de sierra de cinta pequeña.
Otra variedad se llama hoja de diente inverso. En las hojas de dientes invertidos, los 3/4 "inferiores de los dientes están invertidos (apuntando hacia arriba). Esta disposición ayuda a reducir las astillas en los bordes inferiores del corte. Sin embargo, no elimina el aserrín del corte tan bien como una hoja normal, por lo que el corte es más lento y produce más calor. Este calor reduce la vida útil de la hoja y aumenta la probabilidad de que se queme la pieza de trabajo. Las hojas de diente inverso son especialmente útiles para cortar madera blanda y contrachapada como el abedul báltico.
La última variedad se llama "ultra-inversa". Estas hojas se configuran con 4 a 5 dientes hacia abajo y luego uno hacia arriba, repetidos a lo largo de la hoja. La hoja limpia muy bien el polvo y deja un dorso mucho más limpio (muy pocas "pelusas"). Los tamaños de estas hojas van desde el n. ° 1 al n. ° 9.